# La primera vez
La primera vez és un curtmetratge espanyol dirigit per Borja Cobeaga i protagonitzat per l'actriu basca Mariví Bilbao. Va ser nominat als premis Goya, de 2001, com millor curtmetratge de ficció.

## Argument
Begoña, interpretada per Mariví Bilbao, és una anciana que mai ha tingut relacions sexuals i per això recorre a un gigoló, que va ser interpretat per Aitor Beltrán.

## Premis
Tot i que no va aconseguir el Goya, va aconseguir el premi del jurat al Festival de Cinema de Gijón, el "Danzante de Oro" al Festival de Cinema d'Osca, una menció especial (Mariví Bilbao) al Festival de Màlaga i el premi AISGE al Festival de Cinema Independent d'Ourense, entre d'altres.